# Kettle River Recreation Area
Die Kettle River Recreation Area ist eine 179 Hektar große Provincial Recreation Area, die sich in einer scharfen S-Kurve des Kettle Rivers ungefähr 6 Kilometer nördlich der Gemeinde Rock Creek, British Columbia, befindet. Es ist eine der zwei Recreation Areas in British Columbia; die andere ist die Coquihalla Summit Recreation Area.

## Beschreibung
Das Erholungsgebiet verfügt über einen öffentlichen Strand, einen Abschnitt des Trans Canada Trails und eine historische Eisenbahnbrücke, die inzwischen für Fußgänger zugänglich gemacht wurde. Zu den Freizeiteinrichtungen gehören ein für Fahrzeuge zugänglicher Campingplatzkomplex, Plumpsklos, fließendes Wasser, Picknicktische und Feuerstellen. Wandern und Schlauchbootfahren sind beliebte Sommeraktivitäten in diesem Park.
Das Erholungsgebiet schützt auch eine Reihe alter Pappeln und trockener Gelbkiefer-Tussock-Pflanzengemeinschaften.

## Geschichte
Im Jahr 1887 wurden in der Region Gold und Silber entdeckt, was dazu führte, dass Tausende von amerikanischen Bergleuten auf der Suche nach Gold in die Region strömten. Daraufhin förderten die Regierungen von British Columbia und Kanada den Bau der Kettle Valley Railway, um die Region besser an den Rest der Provinz anzubinden. Aufgrund der schwierigen Topografie der Region dauerte der Bau der Eisenbahn fast 20 Jahre, wobei dann der Gold- und Silberrausch bereits weitgehend abgeklungen war. Die Bahnstrecke durch das Flusstal war von 1915 bis 1973 in Betrieb. Zwischen 1979 und 1980 wurden die Eisenbahnschienen zwischen Midway und Penticton entfernt.
Ein Abschnitt des Trans Canada Trails verläuft seit der Stilllegung der Trasse entlang dieser.